# Estuaire de la Bidassoa et baie de Fontarabie
Estuaire de la Bidassoa et baie de Fontarabie este o arie protejată (arie de protecție specială avifaunistică — SPA) din Franța întinsă pe o suprafață de 9.457 ha, din care 99 % marine.

## Localizare
Centrul sitului Estuaire de la Bidassoa et baie de Fontarabie este situat la coordonatele 43°24′47″N 1°42′24″W / 43.41292°N 1.70656°V.

## Înființare
Situl Estuaire de la Bidassoa et baie de Fontarabie a fost declarat arie de protecție specială avifaunistică în baza directivei 79/409 din 1979 referitoare la conservarea păsărilor sălbatice pentru a proteja 53 de specii de animale.

## Biodiversitate
Situată în ecoregiunea atlantică, aria protejată nu include niciun habitat protejat.
La baza desemnării sitului se află mai multe specii protejate de  păsări (53): fluierar de munte (Actitis hypoleucos), alca (Alca torda), pescăruș albastru (Alcedo atthis), rață pitică (Anas crecca), rață mare (Anas platyrhynchos), gâscă cenușie (Anser anser), rață-cu-cap-castaniu (Aythya ferina), rața moțată (Aythya fuligula), buhai de baltă (Botaurus stellaris), Bubulcus ibis, prundaș gulerat mare (Charadrius hiaticula), chirighiță-cu-obraz-alb (Chlidonias hybridus), chirighiță neagră (Chlidonias niger), erete de stuf (Circus aeruginosus), egretă albă (Egretta alba), egretă mică (Egretta garzetta), șoim călător (Falco peregrinus), lișiță (Fulica atra), becațină comună (Gallinago gallinago), cufundar polar (Gavia arctica), cufundar mare (Gavia immer), cufundar mic (Gavia stellata), pescăriță râzătoare (Gelochelidon nilotica), cocor (Grus grus), scoicar (Haematopus ostralegus), piciorong (Himantopus himantopus), sfrâncioc roșiatic (Lanius collurio), pescăruș negricios (Larus fuscus), pescăruș-cu-cap-negru (Larus melanocephalus), Larus michahellis, sitar de mal nordic (Limosa lapponica), sitar de mâl (Limosa limosa), gușă albastră (Luscinia svecica), gaia neagră (Milvus migrans), sula bassana (Morus bassanus), culic mare (Numenius arquata), Oceanodroma leucorhoa, vultur pescar (Pandion haliaetus), Phalacrocorax aristotelis, cormoran mare (Phalacrocorax carbo), lopătar (Platalea leucorodia), corcodel-cu-gât-negru (Podiceps nigricollis), Puffinus puffinus, ciocântors (Recurvirostra avosetta), Rissa tridactyla, chiră mică (Sterna albifrons), chiră de baltă (Sterna hirundo), chiră de mare (Sterna sandvicensis), silvie de tufiș (Sylvia undata), spârcaci (Tetrax tetrax), fluierarul cu picioare roșii (Tringa totanus), Uria aalge, nagâț (Vanellus vanellus).